# La partida
La partida je španělsko-kubánský hraný film z roku 2013, který režíroval Antonio Hens podle vlastního scénáře. Snímek měl světovou premiéru na Boston LGBT Film Festivalu dne 5. května 2013.

## Děj
Yosvani a Reinier jsou kamarádi, kteří jsou bez práce a volný čas věnují hraní fotbalu. Reinier je ženatý, má malé dítě a bydlí u své babičky. Peníze si po večerech vydělává jako prostitut. Seznámí se tak s Juanem, který do Havany přiletěl na dovolenou z Barcelony. Yosvani žije s Gemou u jejího otce Silvana, který se živí prodeje kradeného zboží. Yosvanho ale mnohem víc přitahuje Reinier. Jenoho večera ho v opilosti políbí a tím začne jejich utajovaný vztah. Reinier dostane nabídku vstoupit do místního fotbalového klubu.

## Obsazení
| Milton García            | Yosvani          |
| Reinier Díaz             | Reinier          |
| Jenifer Rodríguez        | Lludimila        |
| Beatriz Méndez           | Gema             |
| Mirta Ibarra             | Teresa           |
| Luis Alberto García      | Silvano          |
| Toni Cantó               | Juan             |
| Saray Vargas             | Magela           |
| Carlos Enrique Almirante | Rubén            |
| Blanca Rosa Blanco       | Migdalia         |
| Jose Luis Midalgo        | Betancourt       |
| Sergio Buitrago          | Ibarra           |
| Ernesto del Cañal        | Rodney           |
| Darlem Hanssel Díaz      | fotbalový trenér |